# ريتشارد والتر فرانك
ريتشارد والتر فرانك (بالألمانية: Richard Walter Franke)‏ هو أمين الأرشيف ألماني، ولد في 1905، وتوفي في 1973.